# Ideweer
Ideweer, vroeger ook Ydeweer, is een voormalig buurtje in de gemeente Eemsdelta in de provincie Groningen. Het lag bij Meedhuizen ten noordoosten van Schaapbulten. Op een lage pleistocene dekzandrug stonden enkele grote boerderijen, die omstreeks 1930 zijn gesloopt. Nadat in het kader van de ruilverkaveling van Weiwerd de Ideweersterweg werd aangelegd, kreeg een van de nieuw gebouwde boerderijen omstreeks 1968 de naam Ideweer. Een watergang kreeg de naam Ideweerster tocht.
Het buurtje viel onder de buurtschap Geefsweer in het kerspel Farmsum, maar de inwoners werden kerkelijk tot Meedhuizen gerekend. Het buurtje wordt in 1560 genoemd.
Groningen: Steden en dorpen      Nederland: Provincies · Gemeenten